# Renault 4CV
Renault 4CV var en småbil tillverkad av Renault 1947–1961.

## Konstruktion
Modellen har självbärande kaross. Motorn, en 4-cylindrig vätskekyld radmotor är placerad längst bak (svansmotor).
4CV konstruerades under andra världskriget, när bara militära fordon och nyttofordon fick tillverkas. Företagets tekniker tänkte sig att en liten ekonomisk bil skulle efterfrågas när kriget tog slut och planerade för bilen trots att företagsledningen hade visioner om lite större bilmodeller.
Modellen presenterades för allmänheten 1946 och började säljas 1947. Trots att Renault Dauphine lanserades som ersättare 1953 fortsatte 4CV att tillverkas ända till 1961. Då ersattes den av Renault 4L.

## Tillverkad
| År          | Prototyp  | R 1060 | R 1062 | R 1063 | R 2070 | R 2071 |
| ----------- | --------- | ------ | ------ | ------ | ------ | ------ |
| 1942        | 1         |        |        |        |        |        |
| 1944        | 2         |        |        |        |        |        |
| 1946        | 36        |        |        |        |        |        |
| 1947        | 7         | 803    |        |        |        |        |
| 01/48-09/48 |           | 9 812  |        |        | 1 530  |        |
| 10/48-09/49 |           | 55 029 |        |        | 6 611  |        |
| 10/49-10/50 |           | 75 974 |        |        | 2 978  |        |
| 09/50-09/51 |           |        | 96 965 | 70     |        | 3 162  |
| 10/51-09/52 |           |        | 102844 |        |        | 1 078  |
| 10/52-09/53 |           |        | 94 517 |        |        |        |
| 10/53-09/54 |           |        | 118708 |        |        |        |
| 10/54-09/55 |           |        | 134307 |        |        |        |
| 10/55-09/56 |           |        | 127201 |        |        |        |
| 10/56-09/57 |           |        | 66 658 |        |        |        |
| 09/57-08/58 |           |        | 71 563 |        |        |        |
| 09/58-07/61 |           |        | 56 252 |        |        |        |
| Summa       | 46        | 141618 | 948300 | 70     | 11 119 | 4 240  |
| Summa       | 1 105 347 |        |        |        |        |        |